# 乔·佩里 (音乐家)
乔·佩里（英語：Joe Perry，1950年9月10日—），美國吉他手，史密斯飛船（Aerosmith）摇滚樂團的主音吉他手。是少數擁有Gibson公司的Signature Model吉他的吉他手。